# 星星月亮太陽 (1961年電影)
《星星月亮太陽》，是一部於1961年上映的香港電影，為國際電影懋業有限公司所出品，分為上、下兩集，由易文所導演。改編自徐速的同名小說。
本片以中國抗日戰爭的前後為背景，描述大時代中的兒女情懷。男主角愛上了三個不同性格的女主角，而劇中用星星、月亮和太陽來象徵這三個不同性格的女主角。

## 劇情簡介
抗日戰爭爆發，徐堅白仍沉醉在兒女情懷中，最終娶了蘇亞男為妻， 但後來蘇亞男卻離開了他白而投身軍旅。青梅竹馬的朱蘭也加入了戰地救護隊，馬秋明則加入了勞軍歌舞團。阿蘭在戰地救回了差點被當成陣亡士兵的堅白，而此時的阿蘭知道堅白仍心繫著亞男，於是前往拜訪亞男，要求她可以去探望堅白，然而與此同時，本身就體弱的阿蘭，病情也急轉直下。

## 演出表
| 演 員    | 角 色  | 備 註                                                    |
| 張揚     | 徐堅白 |                                                          |
| 尤敏     | 朱蘭   | 「星星」，楚楚可憐且體弱多病的女子，為徐堅白的青梅竹馬。 |
| 葛蘭     | 馬秋明 | 「月亮」，溫柔大方的富家千金，與徐堅白訂有婚約的表妹。   |
| 葉楓     | 蘇亞男 | 「太陽」，幹練堅毅的愛國大學生。                         |
| 蘇鳳     | 江雨   | 馬秋明的同學                                             |
| 王萊     | 谷老師 |                                                          |
| 歐陽莎菲 |        | 徐堅白的祖母                                             |
| 田青     | 徐堅中 | 徐堅白的弟弟                                             |
| 吳家驤   |        | 朱蘭的叔父                                               |
| 朱牧     | 李志忠 | 軍人                                                     |

## 獎項
| 年份 | 獎項                          | 是否得獎 | 備註 |
| ---- | ----------------------------- | -------- | ---- |
| 1962 | 第1屆金馬獎最佳劇情           | 獲獎     |      |
| 1962 | 第1屆金馬獎最佳女主角：尤敏   | 獲獎     |      |
| 1962 | 第1屆金馬獎最佳編劇：秦亦孚   | 獲獎     |      |
| 1962 | 第1屆金馬獎最佳彩色攝影：黃明 | 獲獎     |      |